# Michael Gross
Michael Gross, född 21 juni 1947 i Chicago i Illinois, är en amerikansk skådespelare.
Gross har bland annat spelat rollen som Steven Keaton i TV-serien Fem i familjen, som sändes åren 1982–1989 och rollen som Burt Gummer i filmserien Hotet från underjorden.

## Filmografi i urval
- 1982 – Little Gloria... Happy at Last (Miniserie)
- 1982–1989 – Fem i familjen (TV-serie)
- 1988 – In The Line Of Duty:The F.B.I Murders
- 1990 – Hotet från underjorden
- 1996 – Hotet från underjorden 2 - Efterskalv
- 1998 – Två systrar för mycket
- 2001 – Hotet från underjorden 3
- 2004 – Hotet från underjorden 4